# COVID-19-Pandemie in Nordrhein-Westfalen

Ausbreitung von COVID-19 über die Kreise und kreisfreien Städte in NRW vom 24. Februar bis 15. März 2020

Die COVID-19-Pandemie in Nordrhein-Westfalen war ein Teil der weltweiten COVID-19-Pandemie und insbesondere der COVID-19-Pandemie in Deutschland.
Am 24. bzw. 25. Februar 2020 wurden die ersten COVID-19-Infizierten in Nordrhein-Westfalen festgestellt. Seit Beginn der Pandemie in Deutschland und in Nordrhein-Westfalen wurde vor allem der Kreis Heinsberg besonders schwer getroffen. In dem Kreis Gütersloh kam es im Juni 2020 zu dem bisher „größten Infektionsgeschehen“ in Deutschland.
Bis zum 11. April 2020 infizierten sich 23.644 in Nordrhein-Westfalen lebende Personen mit dem neuartigen Coronavirus. Mitte Juli waren es annähernd 45.000 und Anfang Dezember über 300.000.

## Geschichte
Die COVID-19-Pandemie nahm im Dezember 2019 in China ihren Ausgang und wurde durch die neuartige Erkrankung COVID-19 ausgelöst. Die Erkrankung wird durch das Virus SARS-CoV-2 aus der Gruppe der Coronaviridae verursacht und gehört in die Gruppe der Atemwegserkrankungen. Ende Januar 2020 traten in Bayern beim Unternehmen Webasto die ersten Fälle der COVID-19-Pandemie in Deutschland auf. Der erste bestätigte Fall in Nordrhein-Westfalen trat Ende Februar bei einem Mann aus dem Landkreis Heinsberg auf. Ab dem 11. März 2020 stufte die Weltgesundheitsorganisation (WHO) das Ausbruchsgeschehen des neuartigen Coronavirus als weltweite Pandemie ein.
Bisher (Stand: Mai 2022) verlief die COVID-19-Pandemie in ganz Deutschland (auch in Nordrhein-Westfalen) in fünf „Wellen“. Die erste Welle begann im März 2020 und lief im Mai 2020 aus. Den ganzen Sommer 2020 über stagnierte die 7-Tage-Inzidenz auf einem relativ niedrigen Wert. Im Oktober 2020 baute sich eine zweite Welle auf, die ihren Höhepunkt im Januar 2021 erreichte und bis Ende März 2021 abflachte. Dadurch, dass sich im Verlauf des Frühjahrs 2021 die SARS-CoV-2-Variante Alpha als dominante Virus-Variante durchsetzen konnte, stieg die 7-Tage-Inzidenz ab April 2021 wieder an (= der Beginn der dritten Welle). Ihren Höhepunkt erreichte die Welle Ende April 2021. Sie flachte bis zum Ende Juni 2021 ab, erreichte dabei aber nicht das niedrige Niveau vom Sommer 2020. Ab Juli 2021 wurde die SARS-CoV-2-Variante Delta dominant. Aufgrund ihrer hohen Infektiosität löste sie eine vierte Welle aus, die im Herbst auf einen neuen Höhepunkt zusteuerte. Zum Jahresende 2021 sanken die Fallzahlen wieder leicht. Bei Betrachtung des Kurvenverlaufs ist zu berücksichtigen, dass seit Dezember 2020 in Deutschland Impfstoffe gegen SARS-CoV-2 verfügbar sind.
Zum Jahresbeginn 2022 wurde ganz Deutschland und damit auch Nordrhein-Westfalen von der Verbreitung der Omikron-Virusvariante und einer damit verbundenen Zunahme der Neuinfektionen getroffen. Die neue Variante gilt als noch ansteckender als vorherige Varianten. Die landesweite 7-Tage-Inzidenz stieg über den Wert von 1000. Zwischen Mitte und Ende März lag dieser Wert zeitweise über 1500. Erst ab Anfang April war wieder ein Absinken der Inzidenz zu verzeichnen. Ab dem 16. April lag die landesweite 7-Tage-Inzidenz wieder im dreistelligen Bereich.

## Statistik

### Statistikquellen in Nordrhein-Westfalen
Die aktuellen COVID-19-Fallzahlen für Nordrhein-Westfalen werden vom Landeszentrum Gesundheit Nordrhein-Westfalen tabellarisch und in Kartendarstellung auf Kreisebene veröffentlicht. Eine Fallzahlen-Übersicht wird auch vom Ministerium für Arbeit, Gesundheit und Soziales des Landes Nordrhein-Westfalen (MAGS) zur Verfügung gestellt. Daneben werden die an das Robert Koch-Institut gemeldeten Daten von Nordrhein-Westfalen auch im „COVID-19-Dashboard“ angezeigt.

### Infektionsfälle
Bestätigte Infektionen (kumuliert) in Nordrhein-Westfalen
(nach Daten des RKI aus COVID-19-Pandemie in Deutschland)
Bestätigte Infektionen (neue Fälle) in Nordrhein-Westfalen
(nach Daten des RKI aus COVID-19-Pandemie in Deutschland)
7-Tage Inzidenz in NRW / 100.000 Einwohner
- Hinweis: Zahl der neu bekannten Infektionen der letzten 7 Tage bezogen auf 100.000 Einwohner.

### Todesfälle
Bestätigte Todesfälle (kumuliert) in Nordrhein-Westfalen
(nach Daten des RKI aus COVID-19-Pandemie in Deutschland)
Bestätigte Todesfälle (täglich) in Nordrhein-Westfalen
(nach Daten des RKI aus COVID-19-Pandemie in Deutschland)
1. 1 2 3 4  Hier sind Fälle aufgelistet, die dem RKI über den Meldeweg oder offizielle Quellen mitgeteilt wurden. Da es sich um eine sehr dynamische Situation handelt, kann es zu Abweichungen bzw. zeitlichen Verzögerungen zwischen den RKI-Fällen und Angaben anderer Stellen, etwa der betroffenen Bundesländer oder der Weltgesundheitsorganisation (WHO), kommen.
2. ↑  Der Sprung am 24. März ist auf Meldeprobleme zwischen RKI und den Gesundheitsämtern zurückzuführen
3. ↑  Der Anstieg um den 19. Juni herum ist überwiegend auf die Fälle in den Schlachtbetrieben der Firma Tonnies zurückzuführen

### Infektionen in Bezug zur Einwohnerzahl
Am 1. August 2020 betrug in Nordrhein-Westfalen mit 49.102 bestätigten Fällen bei 17.932.651 Einwohnern die Inzidenz 273,8 Infektionen pro 100.000 Einwohner.

### Infektionen nach Altersgruppen und Geschlecht
Nach Daten des RKI verteilen sich die COVID-19-Infektionen in Nordrhein-Westfalen wie folgt nach Altersgruppen und Geschlecht (Stand: 21. Sept. 2020):
Infektionen in Nordrhein-Westfalen nach Altersgruppen und Geschlecht
nach Daten des RKI

### Belegung der Intensivstationen
Anzahl der Personen, die zuletzt laut DIVI intensiv behandelt werden mussten, mit Anteil der davon invasiv beatmeten Personen. Es ist zu berücksichtigen, dass sich nicht alle Kliniken am DIVI beteiligen. Die Presse berichtet unter Berufung auf die Landesbehörden teilweise höhere Zahlen. Ausgehend von den Zahl des Intensivregisters, wuchs die Zahl der Intensivpatienten bis zum 5. November täglich um 15 %. Die Zahl der freien Betten war in dieser Zeit von 2.000 auf 1.650 gesunken. Wenn sich der Trend so fortgesetzt hätte, wäre die Zahl der freien Betten schon Ende November erschöpft gewesen. Später war das Verhalten schwächer steigend. Seit Jahresbeginn fallen die Zahlen wieder.

## Reaktionen und Maßnahmen der Landesregierung in Nordrhein-Westfalen sowie Kritik daran

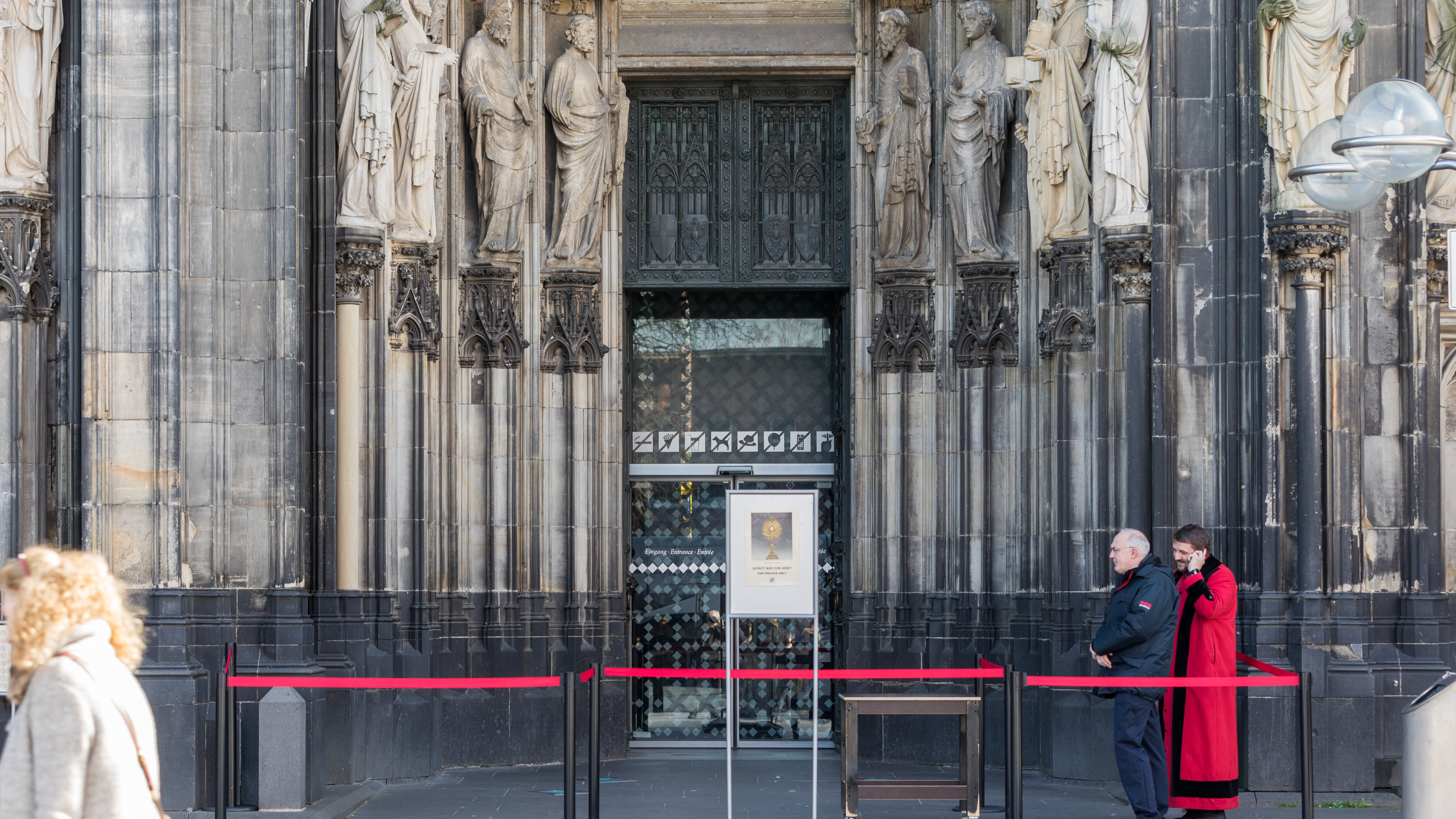
Der Kölner Dom ist nur noch für Betende geöffnet. Öffentliche Gottesdienste wurden untersagt, auch touristische Besuche sind nicht mehr erlaubt.

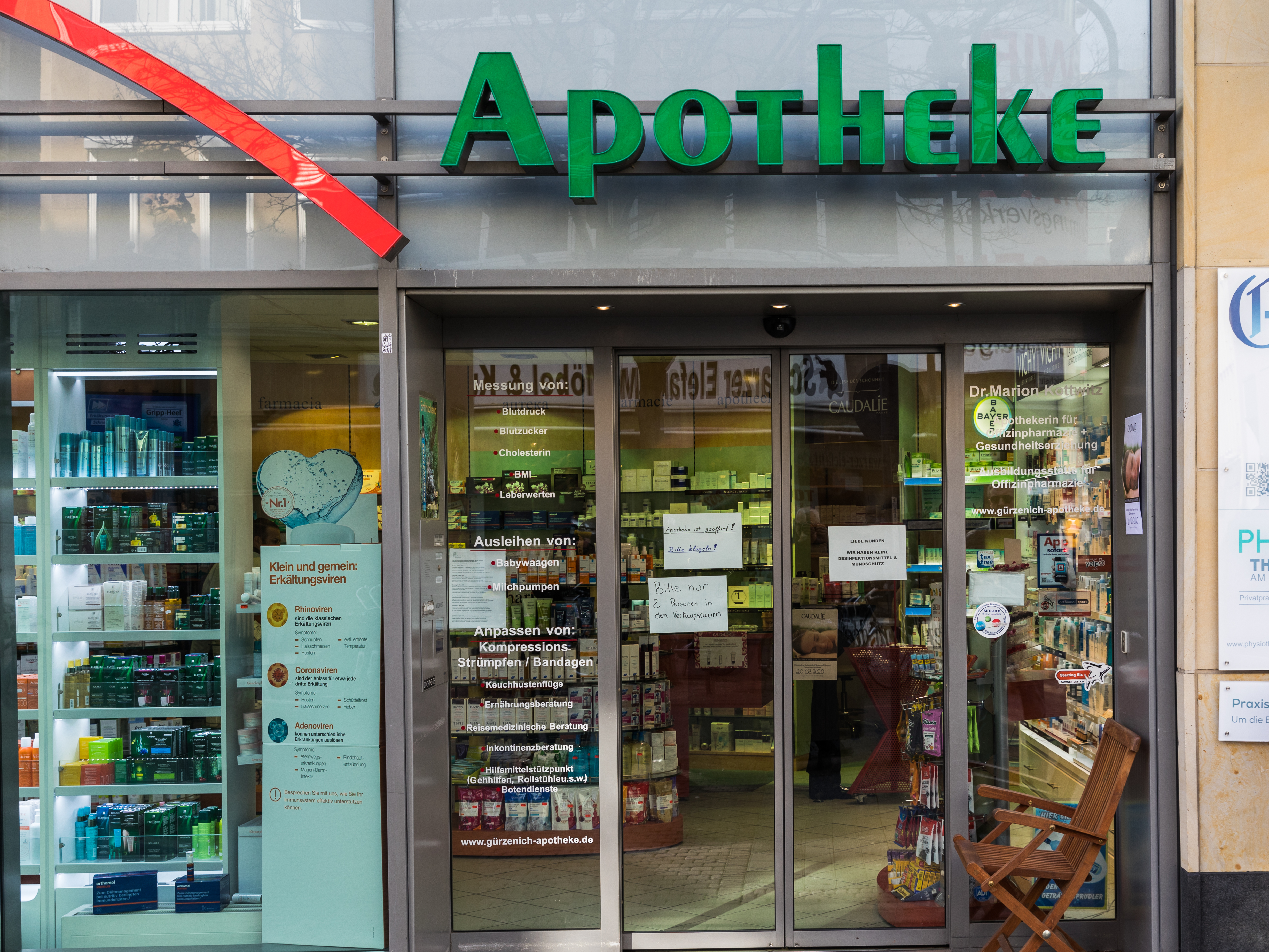
Zugang zu einer Kölner Apotheke nur durch Klingeln und maximal für 2 Personen gleichzeitig

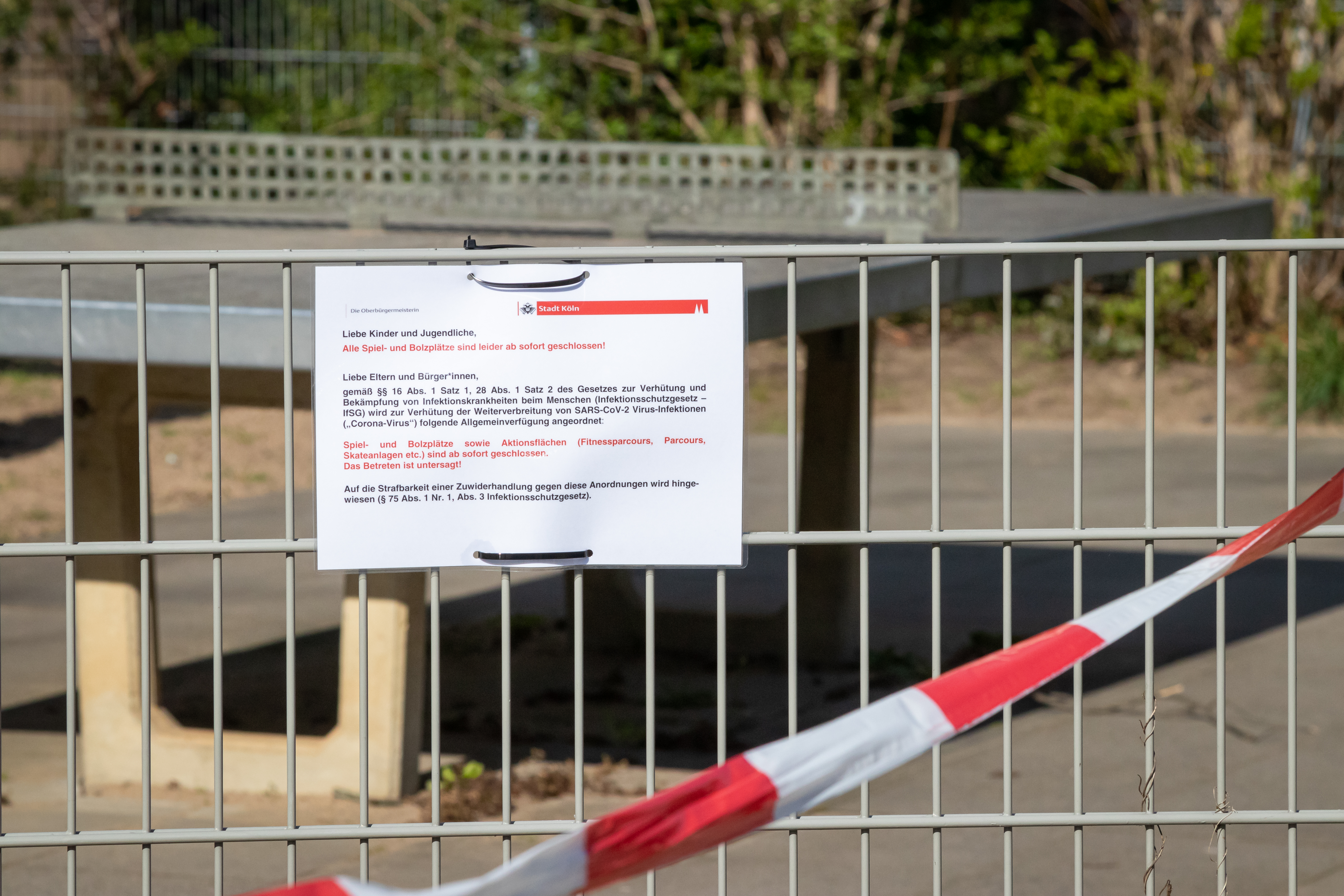
Spielplätze wurden behördlich gesperrt

### Februar 2020
Nachdem Ende Februar erste COVID-19-Infektionen in Gangelt im Kreis Heinsberg aufgetreten waren, riet das NRW-Gesundheitsministerium dazu, bei Symptomen nicht einfach zum Arzt zu gehen. Wer glaube, Symptome einer Coronavirus-Infektion zu haben, solle sich anhand der Hinweise zu den genauen Symptomen erst Klarheit verschaffen sowie entsprechenden Handlungsempfehlungen folgen, die vom Ministerium veröffentlicht wurden. Ullrich Sierau, der Oberbürgermeister der Stadt Dortmund, kritisierte die Landesregierung von Nordrhein-Westfalen Ende Februar 2020 für das bisherige Krisenmanagement. Er bemängelte eine fehlende landesweite klare Kommunikationsstruktur und unzureichende Information. Er forderte klare Vorgaben für den Umgang mit dem Coronavirus vor Ort. Die Stadt sehe sich zwar in der Lage, auf die dynamische und schwer einzuschätzende Lage zu reagieren, jedoch wurde die Kritik laut, dass sie und die Kommunen nur unzureichend informiert worden seien.

### März 2020
Seit 13. März 2020 wurden vom Landeskabinett verschiedene Maßnahmenpakete zur Eindämmung des Coronavirus in Nordrhein-Westfalen verabschiedet, u. a. wurden Besuche in Alten- und Pflegeheimen und Kliniken beschränkt.
Mit dem ersten Maßnahmenpaket wurde die Schließung von Grundschulen und weiterführende Schulen vom 16. März bis zum 19. April 2020 sowie von Kindertageseinrichtungen, Kindertagespflegestellen, Heilpädagogische Kindertageseinrichtungen oder „Kinderbetreuung in besonderen Fällen“ beschlossen. Betreuungsmöglichkeiten für Kinder und Schüler von Eltern die beide als Personal kritischer Infrastrukturen tätig sind, müssen weiterhin angeboten werden.
An den Hochschulen in Nordrhein-Westfalen wurde der Vorlesungsbeginn des Sommersemesters 2020 bis zum Ende der Osterferien verschoben. Die landeseigenen Kultureinrichtungen (Schauspielhaus Düsseldorf, Stiftung Kunstsammlung Nordrhein-Westfalen, Kunsthaus NRW Kornelimünster) wurden ab sofort und zunächst bis einschließlich 19. April für die Öffentlichkeit geschlossen. Veranstaltungen auch mit weniger als 1.000 Teilnehmern sollen abgesagt werden, wenn sie nicht notwendig sind. Besuche in den Alten- und Pflegeeinrichtungen und in Krankenhäusern wurden auf das Notwendigste eingeschränkt. Zusätzlich zum im Ministerium für Arbeit, Gesundheit und Soziales eingerichteten Corona-Lagezentrum wurde zur weiteren Unterstützung und Abstimmung mit dem Bund unter Leitung des Chefs der Staatskanzlei, Staatssekretär Nathanael Liminski, ein „Krisenkoordinationsrat Corona“ eingerichtet, dem alle Staatssekretäre der Landesregierung angehören.
Am Sonntag, 15. März 2020 wurden weitere Maßnahmen zur Eindämmung der Coronavirus-Pandemie beschlossen. Ab dem 16. März mussten alle sogenannten „Amüsierbetriebe“ beispielsweise Bars, Clubs, Diskotheken, Spielhallen, Theater, Kinos, Museen schließen. Ab dem 17. März wurde auch der Betrieb von Fitnessstudios, Schwimm- und Spaßbädern sowie Saunen untersagt. Ebenso verboten wurden Zusammenkünfte in Sportvereinen und sonstigen Sport- und Freizeiteinrichtungen sowie die Wahrnehmung von Angeboten in Volkshochschulen, Musikschulen und sonstigen öffentlichen und privaten Bildungseinrichtungen im außerschulischen Bereich. Der Zutritt zu Einrichtungshäusern und Einkaufszentren, „Shopping-malls“ oder „factory-out-lets“ ist nur zur Deckung des dringenden Bedarfs unter strengen Auflagen erlaubt – auch um zu vermeiden, dass sich Schüler nach den Schulschließungen hier in größeren Gruppen versammeln. Um die Versorgung mit Lebensmitteln, Bargeld, Bekleidung, Medikamenten und Dingen des täglichen Bedarfs sicherzustellen, bleiben Banken, Einzelhandelsbetriebe, insbesondere für Lebens- und Futtermittel, Apotheken und Drogerien geöffnet. Der Betrieb von Bibliotheken, Restaurants, Gaststätten und Hotels wurde an strenge Auflagen gebunden, um die Verbreitung des Coronavirus zu verlangsamen.
Am Dienstag, 17. März 2020 wurden vom Landeskabinett weitere umfangreiche Maßnahmen zur Pandemie-Eindämmung sowie zur Stärkung der medizinischen und pflegerischen Infrastruktur in Nordrhein-Westfalen beschlossen. Ziel der Maßnahmen ist es, die Anzahl räumlicher Nähe in der Bevölkerung weiter zu reduzieren und so die Ausbreitung des Coronavirus zu verlangsamen. Zu diesem Zweck wurde unter anderem beschlossen, weitere Einrichtungen und Angebote zu schließen oder zu untersagen, die Öffnungszeiten und Auflagen von Restaurants enger zu fassen und Übernachtungsangebote nur zu ausschließlich nicht touristischen Zwecken weiterhin zuzulassen. Zugleich wird für wichtige Angebote des täglichen Bedarfs die Öffnung an Sonn- und Feiertagen gestattet. Hierzu zählen beispielsweise Geschäfte des Einzelhandels für Lebensmittel und Apotheken. Für Krankenhäuser sowie weitere Einrichtungen der medizinischen und pflegerischen Versorgung bestehen erhebliche Bedarfe aufgrund der Erfordernisse zur Bewältigung der Corona-Pandemie. Als Soforthilfe werden diesen Einrichtungen zusätzliche Mittel in Höhe von 150 Millionen Euro zur Verfügung gestellt. Ministerpräsident Armin Laschet: „nur gemeinsam werden wir es schaffen, das Virus erfolgreich zu bekämpfen und möglichst viele Menschenleben zu retten. Es geht um Leben und Tod. So einfach ist es. Und so schlimm.“
Am 20. März 2020 wurden weitere Maßnahmen zur Sicherstellung der Notbetreuung in Schulen auch am Wochenende und in den Osterferien beschlossen. Ab 21. März 2020 gilt ein Sonderfahrplan für den nordrhein-westfälischen Schienenverkehr. Für das grenzüberschreitende Krisenmanagement zur Pandemie-Eindämmung wird eine „Cross-Border Task Force Corona“ eingerichtet.
Am Sonntag, 22. März folgte die Verordnung zum Schutz vor Neuinfizierungen mit dem Coronavirus und die Landesregierung beschloss ein weitreichendes Kontaktverbot und weitere Maßnahmen zur Eindämmung der Coronavirus-Pandemie. Weiter brachte das Kabinett den NRW-Rettungsschirm auf den Weg.
Die Nordrhein-Westfälische Verordnung zum Schutz vor Neuinfizierungen mit dem Coronavirus SARS-CoV-2 in ihrer Änderung vom 30. März 2020 bestimmt Einschränkungen für Rückkehrer aus Infektionsgebieten, öffentliche Einrichtungen, Freizeitstätten, Handel und Gewerbe, Gastronomie, Veranstaltungen, Zusammenkünfte und den Aufenthalt im öffentlichen Raum. Sie ist auf den Ablauf des 19. April 2020 befristet.

### April 2020
Am 1. April 2020 rief Ministerpräsident Armin Laschet bei einer Unterrichtung des Landtags in Düsseldorf einen „Expertenrat Corona“ ins Leben. Das Gremium besteht aus zwölf renommierten Experten aus Medizin, Rechtswissenschaft, Wirtschaftswissenschaft, Philosophie und Soziologie und der Sozialarbeit und soll gemeinsam mit der Landesregierung Strategien für die Zeit nach der Corona-Krise erarbeiten.
Ein Eilverfahren zur Einführung eines „Epidemiegesetzes“ wurde am 1. April vom Landtag abgelehnt. Die Abstimmung über ein von der Landesregierung in den Landtag eingebrachtes Gesetz wurde am 1. April zunächst verschoben, nachdem die Opposition „Blanko-Vollmachten“ kritisiert und verfassungsrechtliche Bedenken angemeldet hatte. Das Gesetz soll die Landesregierung ermächtigen, durch Rechtsverordnung beispielsweise Ärzte, Pfleger und Rettungskräfte zu Tätigkeiten im Rahmen der Pandemie zu verpflichten und medizinisches Material zu beschlagnahmen.
Am 4. April wurde von der Landesregierung mitgeteilt, dass eine Rechtsverordnung des nordrhein-westfälischen Gesundheitsministeriums die Neu- und Wiederaufnahme in den vollstationären Dauer- und Kurzzeitpflegeeinrichtungen regele. Ebenso gelte die Verordnung in besonderen Wohnformen für Menschen mit Behinderungen, einschließlich Kurzzeitwohneinrichtungen der Eingliederungshilfe.
Nachdem Rufe lauter wurden, die Grenzen zur Niederlande zu schließen, begrüßte Ministerpräsident Armin Laschet am 6. April 2020 die Festlegung des Bundeskabinetts, die Grenzen nicht zu schließen.

„Wir wollen, dass die deutsch-niederländische und die deutsch-belgische Grenze offen bleibt. Hier leben Menschen über die Grenze hinweg, auch der Gesundheitsschutz gelingt über die Grenze hinweg“

Bildungsministerin Yvonne Gebauer betonte am 6. April 2020, dass man am geplanten Termin der Abiturprüfungen, deren Beginn um drei Wochen auf den 12. Mai verschoben wurde, festhalten wolle. Alle Prüfungen fänden „selbstverständlich unter Berücksichtigung des Infektionsschutzes“ statt, versicherte Gebauer. Die Gesundheit der Lehrkräfte und Schüler habe oberste Priorität.
Am 9. April 2020 gaben Ministerpräsident Laschet und Hendrik Streeck in einer Pressekonferenz ein vorläufiges Ergebnis der Studie im Kreis Heinsberg bekannt, demnach liegt die Anzahl der Infizierten inklusive Genesener im Kreisgebiet hochgerechnet bei 15 %, die Sterblichkeitsrate unter den etwa 1000 untersuchten Personen bei 0,37 % und damit deutlich unter dem Wert von 1,98 %, den die US-amerikanische Johns-Hopkins-Universität annimmt. Als Folge der Studie schlug Streeck vor, über erste Lockerungen der verhängten Maßnahmen nachzudenken. Laschet wies darauf hin, dass entsprechende Lockerungen in einer Telefonkonferenz aller Ministerpräsidenten nach dem 19. April zu erwarten seien. Andere Mediziner und Wissenschaftler, darunter auch der Virologe Christian Drosten der Charité Berlin äußerten sich kritisch über die Studie, da die Erklärungen auf der Pressekonferenz nicht ausreichend seien. Außerdem könne es beim Test auf Antikörper, wie er in der Studie durchgeführt wurde, dazu kommen, dass andere Corona-Viren durch eine sogenannte Kreuzreaktivität ebenfalls ein positives Ergebnis anzeigten, was die Zahlen der Studie und damit die gezogenen Rückschlüsse verfälsche. Drosten bekräftigte das am Abend des 9. April 2020 noch einmal im heute-journal des ZDF.
Dorsten und Münster waren die ersten Städte in Nordrhein-Westfalen, die eine Maskenpflicht einführten. Kurz darauf folgte die Landesregierung nach und erließ eine Maskenpflicht ab 27. April für ganz NRW. Auf einer Pressekonferenz am 24. April 2020 in der Düsseldorfer Staatskanzlei konkretisierte Gesundheitsminister Karl-Josef Laumann die Maskenpflicht in NRW. Sie gelte im öffentlichen Personennahverkehr, an Haltestellen, in Bahnhöfen, im Taxi, beim Einkauf im Einzelhandel und bei der Erbringung und Einholung von Dienstleistungen, also auch in Apotheken, Arztpraxen, Tankstellen und auf Wochenmärkten sowie bei der Abholung von Speisen und Getränken. Für Verstöße gegen die Maskenpflicht habe das Land keinen Bußgeldkatalog festgelegt.
Am 17. April 2020 öffnete das Safariland Stukenbrock mit einer Sondergenehmigung sein Gelände für die „Autosafari Stukenbrock“. Tickets waren nur online erhältlich, Autoinsassen durften auf dem Safarigelände nicht aussteigen, und der Freizeitparkbereich sowie die gastronomischen Angebote blieben in Stukenbrock geschlossen. Eine weitere Besonderheit des Landes Nordrhein-Westfalen bestand darin, dass Möbelmärkte unabhängig von ihrer Größe den Geschäftsbetrieb ab dem 20. April 2020 unter Auflagen wieder eröffnen durften.

### Mai 2020
Im Mai wurde das Virus bei 151 von 1200 Mitarbeitern der Firma Westfleisch in Coesfeld nachgewiesen, woraufhin der Betrieb geschlossen wurde. In einer Schwesterfabrik in Oer-Erkenschwick im Kreis Recklinghausen waren 33 von 1250 Mitarbeitern infiziert. In einem anderen Bundesland gab es eine ähnliche Häufung: In Schleswig-Holstein wurden in Bad Bramstedt im Kreis Segeberg 109 Mitarbeiter in einem Schlachthof der Firma Vion N. V., in Baden-Württemberg wurden in Birkenfeld rund 400 Mitarbeiter bei der Firma Müller Fleisch positiv getestet. Sowohl in Coesfeld als auch in Bad Bramstedt war daher die in einer Übereinkunft von Bund und Ländern festgelegte Obergrenze von 50 Neuinfektionen pro 100.000 Einwohnern innerhalb von sieben Tagen überschritten, ab der wieder strikte Beschränkungen einzuführen sind. In den zwei betroffenen Bundesländern wurden daraufhin Virustests in allen Schlachthöfen veranlasst. In Nordrhein-Westfalen sollen außerdem die Sammelunterkünfte in der Fleischbranche und von Erntehelfern auf Hygienemaßnahmen überprüft werden. Politiker forderten allgemeiner dazu auf, den Arbeitsschutz von Saisonarbeitern in diesen Sektoren zu überprüfen, insbesondere den Transport und die Unterbringung betreffend.

### Juni 2020
Ab dem 15. Juni treten Lockerungen in Kraft. Unter Auflagen gestattet sind bestimmte Veranstaltungen mit mehr als 100 Personen sowie private Festveranstaltungen mit bis zu 50 Personen „aus herausragendem Anlass“ (Jubiläen, Hochzeits-, Tauf-, Geburtstags- oder Abschlussfeiern). Kontaktsport ist in geschlossenen Räumen mit bis zu zehn Personen und im Freien mit bis zu 30 Personen erlaubt. Bars, Wellness-Einrichtungen und Erlebnisbäder können öffnen. Grillen ist auf öffentlichen Plätzen oder Anlagen ab 15. Juni wieder möglich. Die allgemeinen Kontaktbeschränkungen und die Mund-Nasen-Schutz-Pflicht bleiben unverändert bestehen.

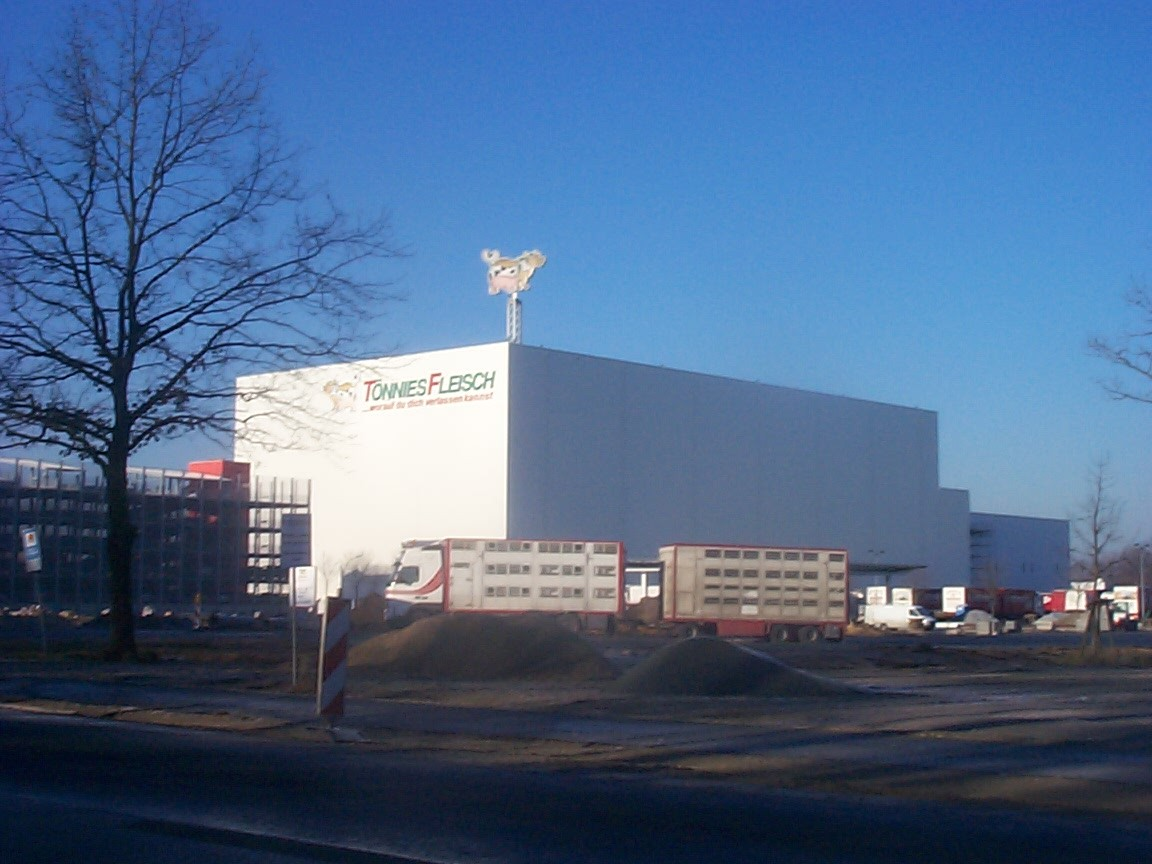
Tönnies-Stammwerk in Rheda-Wiedenbrück (2006)

Im Juni 2020 ergaben behördlich angeordnete Massentests auf das SARS-CoV-2-Virus, dass sich im Stammwerk des Fleischverarbeiters Tönnies in Rheda-Wiedenbrück von etwa 7000 Tönnies-Werksmitarbeitern mindestens 1500 Arbeitnehmer infiziert haben (Stand 20. Juni 2020). Der NRW-Ministerpräsident Armin Laschet schloss einen regionalen Lockdown nicht mehr aus. Noch könne lokalisiert werden; würde sich dies ändern, „kann auch ein flächendeckender Lockdown in der Region (Kreis Gütersloh) notwendig werden“. Dies sei „das größte, bisher nie dagewesene Infektionsgeschehen in Nordrhein-Westfalen.“
Am 23. Juni 2020 wurden von Ministerpräsident Laschet erneute Kontaktbeschränkungen (Lockdown) für den Kreis Gütersloh und für den Kreis Warendorf vorläufig bis zum 30. Juni 2020 verkündet. Der Lockdown betreffe rund 640.000 Menschen. Im Kreis Gütersloh handele es sich um das bisher „größte Infektionsgeschehen“ in Deutschland. Am 29. Juni 2020 wurde der Lockdown für den Kreis Warendorf ab dem 1. Juli 2020 aufgehoben und für den Kreis Gütersloh bis zum 7. Juli verlängert.
Ende Juni 2020 wurden die bundesweit ersten temporären Freizeitparks in Düsseldorf, Dortmund und Ibbenbüren eröffnet.

### Juli 2020
Das Oberverwaltungsgericht Münster hat die verlängerten Corona-Einschränkungen für den Kreis Gütersloh am 6. Juli 2020 aufgehoben. Das Land Nordrhein-Westfalen hätte nach dem Corona-Ausbruch unter den Mitarbeitern des Fleischverarbeiter Tönnies zwischenzeitlich eine differenziertere Regelung erlassen müssen. Ein Lockdown für den ganzen Kreis wäre deswegen nicht mehr verhältnismäßig. Eine ähnliche Entscheidung der Landesregierung wurde nach Ansicht des Landrates des Kreises Gütersloh Sven-Georg Adenauer damit vorweggenommen. Die meisten Neuinfektionen traten bis auf wenige Ausnahmen Anfang Juli 2020 laut dem Kreis Gütersloh bei Menschen mit Bezug zum Fleischereibetrieb Tönnies auf.

### August 2020
Am 3. August 2020 kündigte die Schul- und Bildungsministerin Yvonne Gebauer an, dass der Schulbetrieb in Nordrhein-Westfalen mit Pflicht zur Mund-Nasen-Bedeckung beginnen wird. Dies gelte ab der 5. Jahresstufe bis auf einzelne Ausnahmen auch während des Unterrichts.

### September 2020
Zum 1. September 2020 wurde die Maskenpflicht im Schulbetrieb wieder abgeschafft.

### Oktober 2020
Die Landesregierung verschärfte die Kontrollen bei Hochzeitsfeiern und Festen, weil vermehrt Corona-Regeln nicht eingehalten wurden.

### November 2020
Es werden 53 Impfzentren der Kreise und kreisfreien Städte eingerichtet.

### Dezember 2020
Am 18. Dezember wurde die Präsenzpflicht für die Schulen aufgehoben. Dazu begann am 27. Dezember 2020 die Impfung in NRW.

Corona-Impfzentrum in der Warsteiner Music Hall, Dortmund
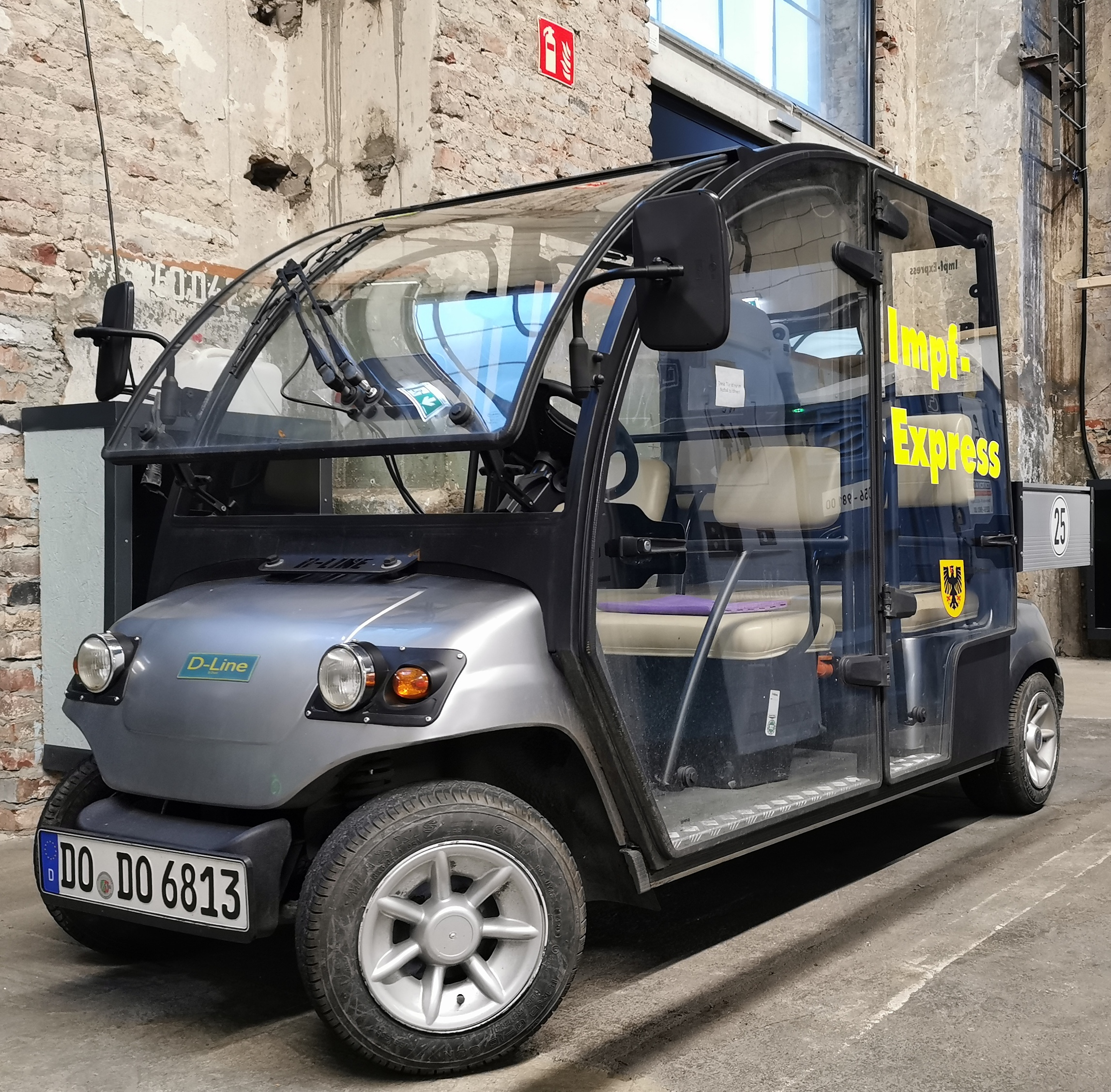
Mobiler Impf-Express
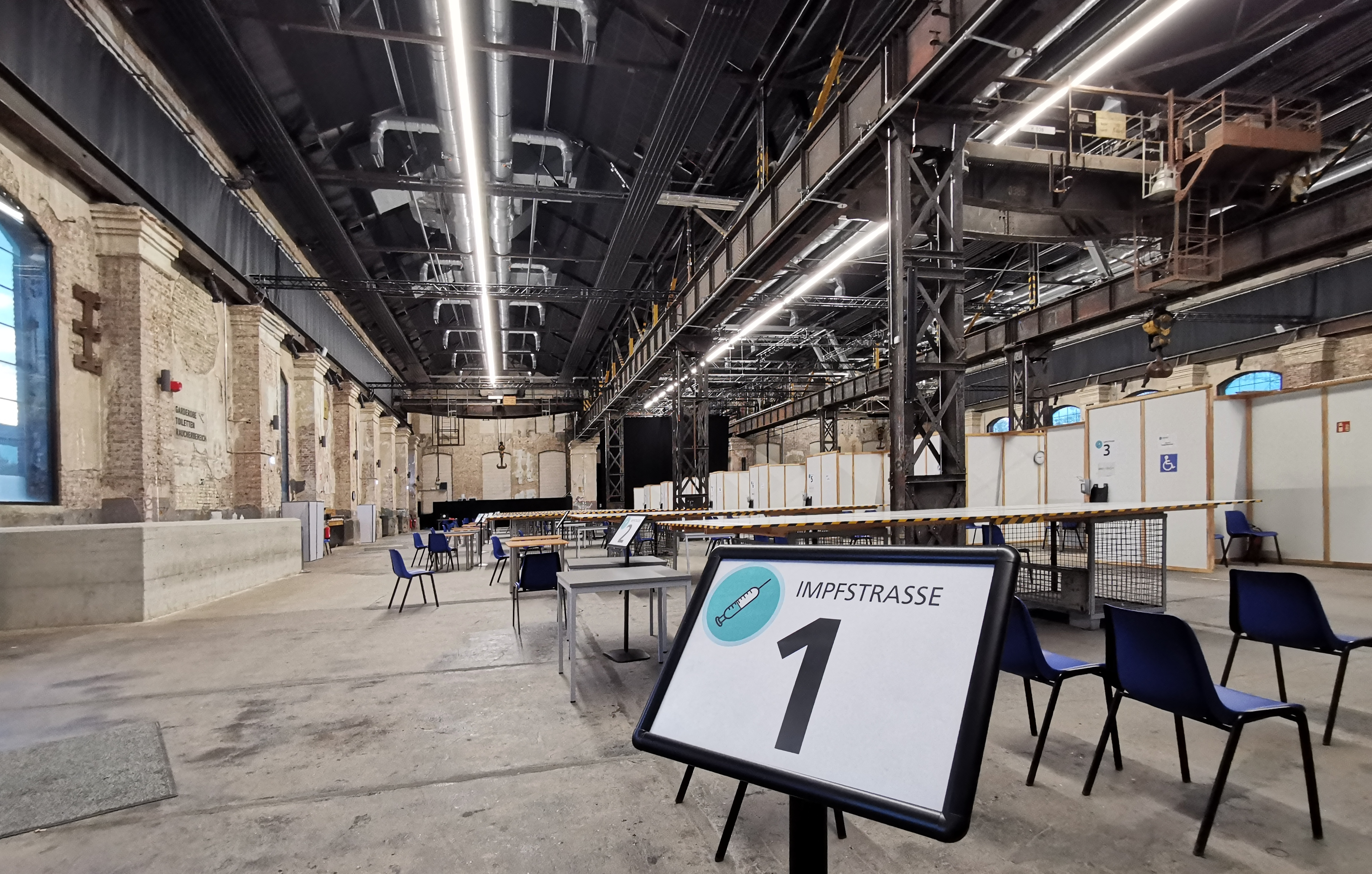
Impfstraßen
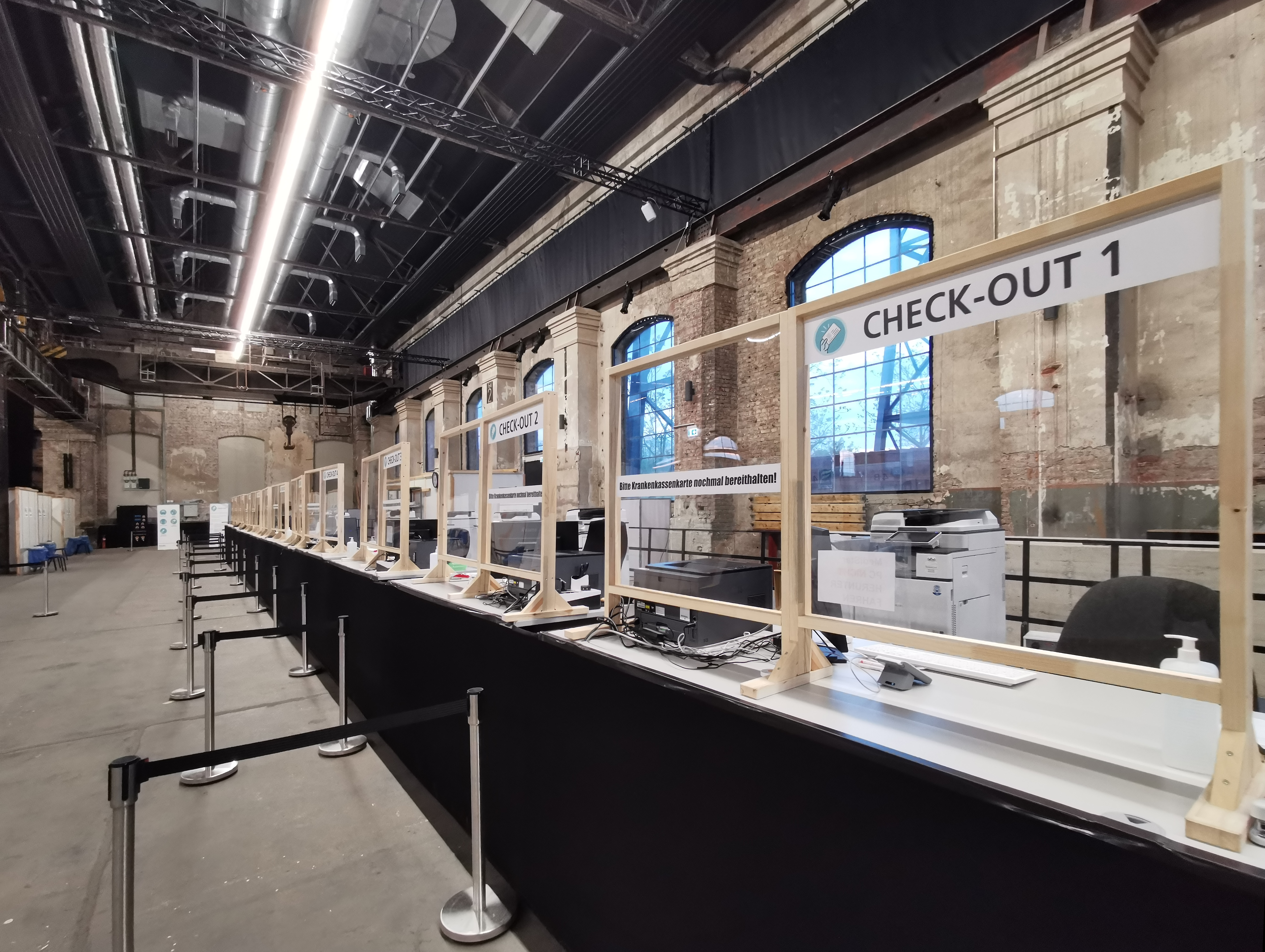
Check-Out-Schalter
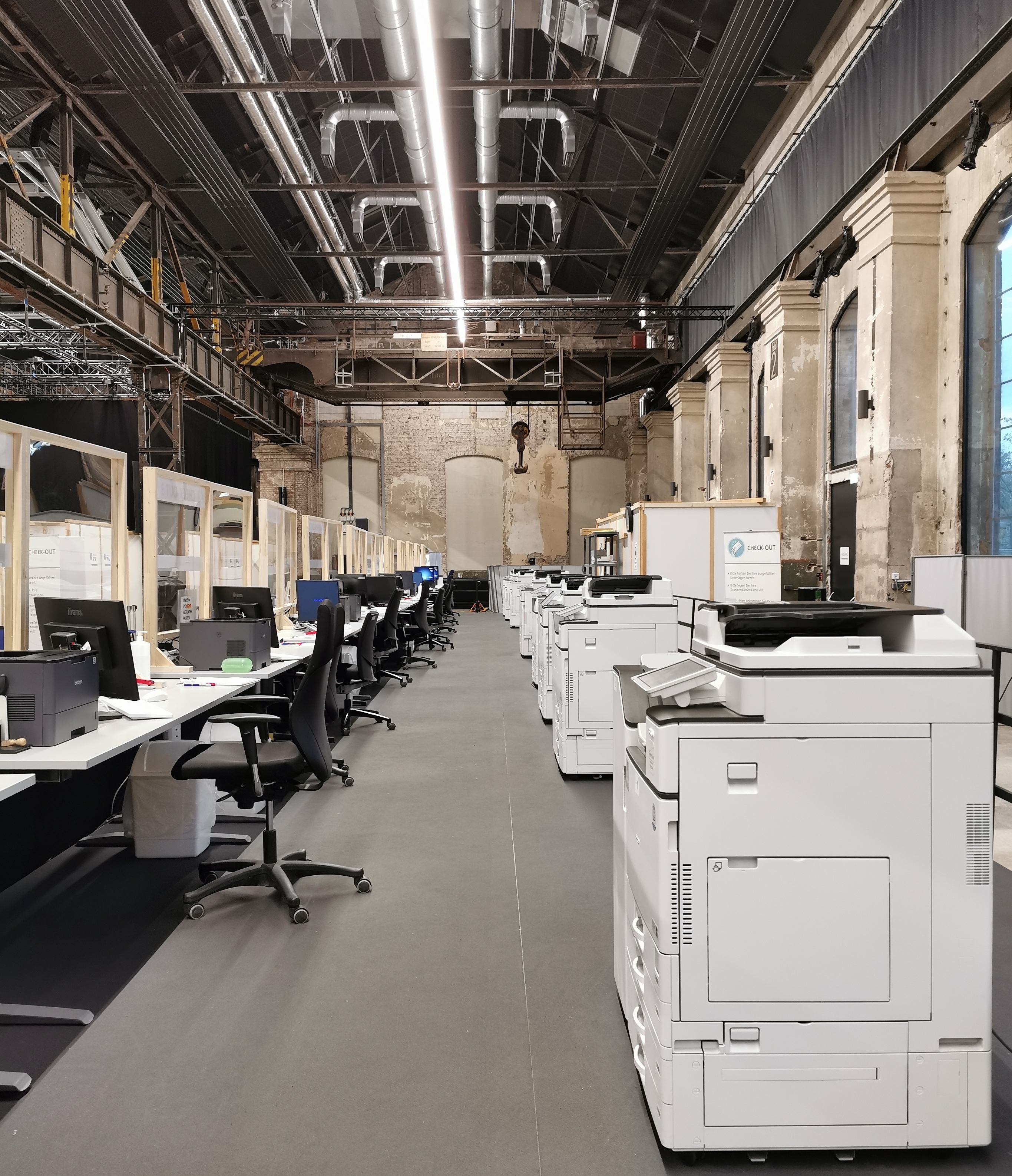
Check-Out, Mitarbeiterseite

## Sonstige Auswirkungen und Maßnahmen in Nordrhein-Westfalen

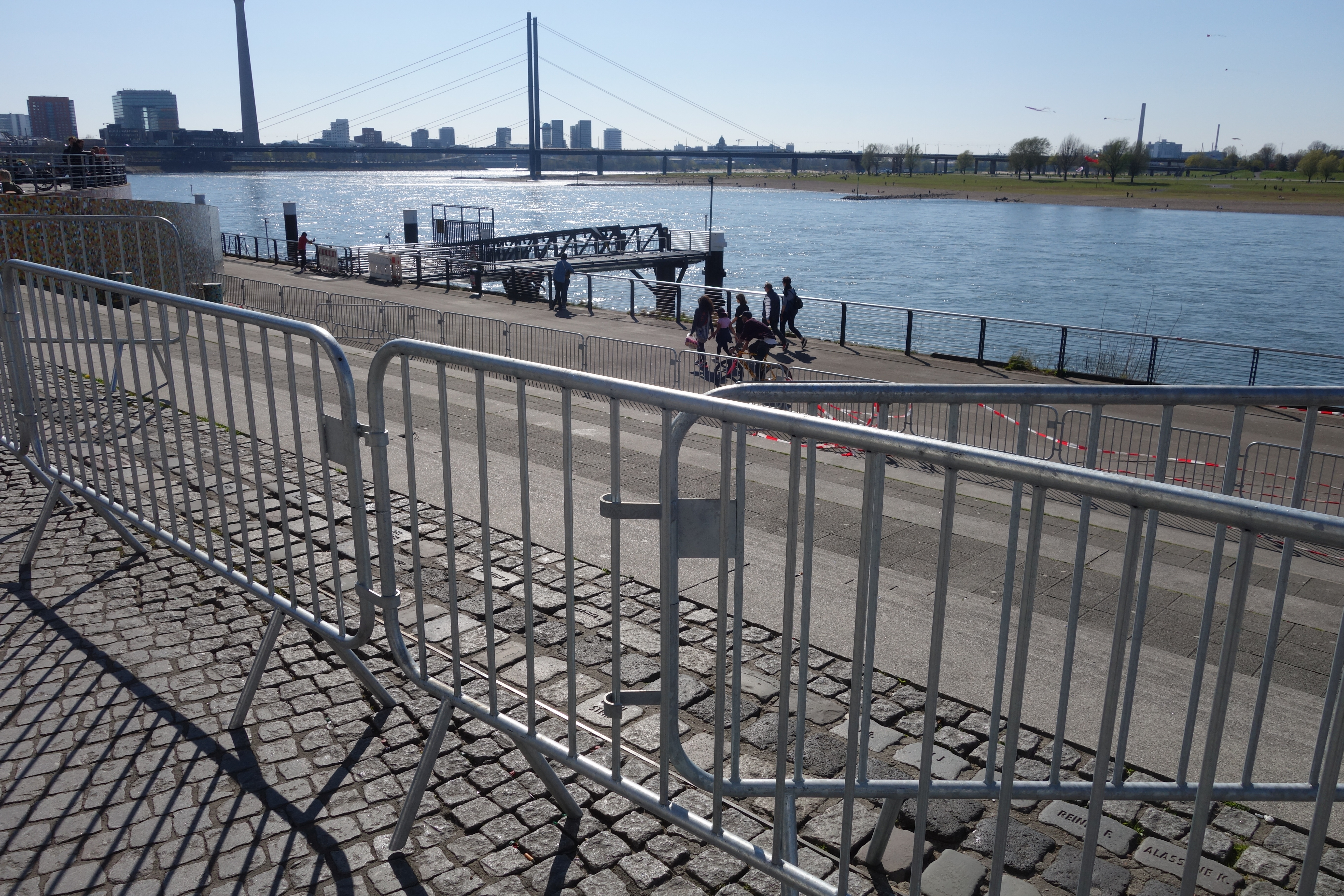
Gesperrte Rhein-Freitreppe Anfang April 2020 in Düsseldorf im Zuge der COVID-19-Pandemie

### Besonders betroffene Gebiete

#### Heinsberg
Der Kreis Heinsberg in Nordrhein-Westfalen wurde bereits seit dem 6. März 2020 vom Robert Koch-Institut (RKI) als „besonders betroffenes Gebiet in Deutschland“ geführt. Es war bis heute das einzige vom RKI ausgewiesene Risikogebiet in Deutschland. (Seit dem 31. März werden innerhalb von Deutschland keine besonders betroffenen Gebiete mehr ausgewiesen, da „COVID-19 inzwischen deutschlandweit verbreitet“ sei.) Im Kreis Heinsberg gab es bis zum 6. April 2020 laut Robert Koch-Institut (RKI) bereits 1442 Infektionen und 42 Todesfälle.
1. ↑  „Besonders betroffene Gebiete“ in Deutschland sind laut RKI Gebiete, in denen eine fortgesetzte Übertragung von Mensch zu Mensch („ongoing community transmission“) vermutet werden kann. Um dies festzulegen, verwendet das Robert Koch-Institut verschiedene Kriterien (unter anderem Erkrankungshäufigkeit, Dynamik der täglich gemeldeten Fallzahlen, Maßnahmen (zum Beispiel Quarantäne ganzer Städte oder Gebiete), exportierte Fälle in andere Länder/Regionen). Die Situation wird jeden Tag neu bewertet, bei Bedarf werden die Risikogebiete angepasst.

#### Kreise Gütersloh und Warendorf
Im Juni 2020 ergaben behördlich angeordnete Massentests auf das SARS-CoV-2-Virus, dass sich im Stammwerk des Fleischverarbeiters Tönnies in Rheda-Wiedenbrück von etwa 7000 Tönnies-Werksmitarbeitern mindestens 1000 Arbeitnehmer infiziert haben (Stand 20. Juni 2020). Nach dem Coronavirus-Ausbruch in der Tönnies-Fleischfabrik ermittelt aktuell die Staatsanwaltschaft Bielefeld wegen des Anfangsverdachts der fahrlässigen Körperverletzung und Verstoßes gegen das Infektionsschutzgesetz. Laut Oberstaatsanwalt Martin Temmen liegen fünf Strafanzeigen vor, die Anlass für das Ermittlungsverfahren geben. Unter anderen erstattete die parlamentarische Geschäftsführerin der Bundestagsfraktion der Grünen, Britta Haßelmann, Strafanzeige gegen den Tönnies-Konzern.
Am 19. Juni wurde bekannt, dass die Bezirksregierung Detmold bei Kontrollen zwischen dem 11. und 18. Mai Mängel bei Einhaltung der Abstandsregeln festgestellt hatte. Bei einer Nachkontrolle am 29. Mai waren die amtlich festgestellten Mängel bei den Hygienevorgaben abgestellt. Der Ministerpräsident von NRW Armin Laschet schloss am 19. Juni einen regionalen Lockdown nicht mehr aus. Noch könne vermieden werden, den Kreis Gütersloh offiziell zur „Region mit einer hohen Inzidenz“ zu erklären; würde sich dies ändern, „kann auch ein flächendeckender Lockdown in der Region (Kreis Gütersloh) notwendig werden“. Dies sei „das größte, bisher nie dagewesene Infektionsgeschehen in Nordrhein-Westfalen.“ Schulen und Kitas mussten aufgrund der Pandemie nach einer zwischenzeitlichen Öffnung erneut geschlossen werden, um eine weitere Ausbreitung der Infektion zu verhindern.
Am 23. Juni wurde von der Landesregierung für die Kreise Gütersloh und Warendorf der Lockdown bis zum 30. Juni angeordnet. Am 23. Juni betrug die 7-Tages-Inzidenz im Kreis Gütersloh 275,4 und für den Kreis Warendorf 68,4 Fälle je 100.000 Einwohner. Österreich hat am 29. Juni 2020 hat nach mehreren Gesprächen zwischen dem NRW-Ministerpräsident Laschet und dem österreichischen Bundeskanzler Sebastian Kurz die nach dem schweren Coronavirus-Ausbruch beim Fleischkonzern Tönnies ausgesprochene generelle Reisewarnung für ganz Nordrhein-Westfalen zurückgenommen und auf die vom Infektionsgeschehen betroffenen Landkreise beschränkt.
Am 29. Juni beschloss die nordrhein-westfälische Landesregierung, den Lockdown für den Kreis Warendorf mit Wirkung vom 1. Juli aufzuheben, während er im Kreis Gütersloh (vorerst bis zum 7. Juli) in Kraft bleiben soll.

#### Weitere Gebiete
Mit Stand 6. April 2020 ebenfalls stark von der COVID-19-Pandemie betroffen sind laut RKI die kreisfreie Stadt Köln (mit über 1700 Infektionen und 30 Todesfällen), die Städteregion Aachen (1213 Infektionen und 27 Todesfällen) und der Rhein-Sieg-Kreis (mit 670 Infektionen und 27 Todesfällen).

### Private Initiativen

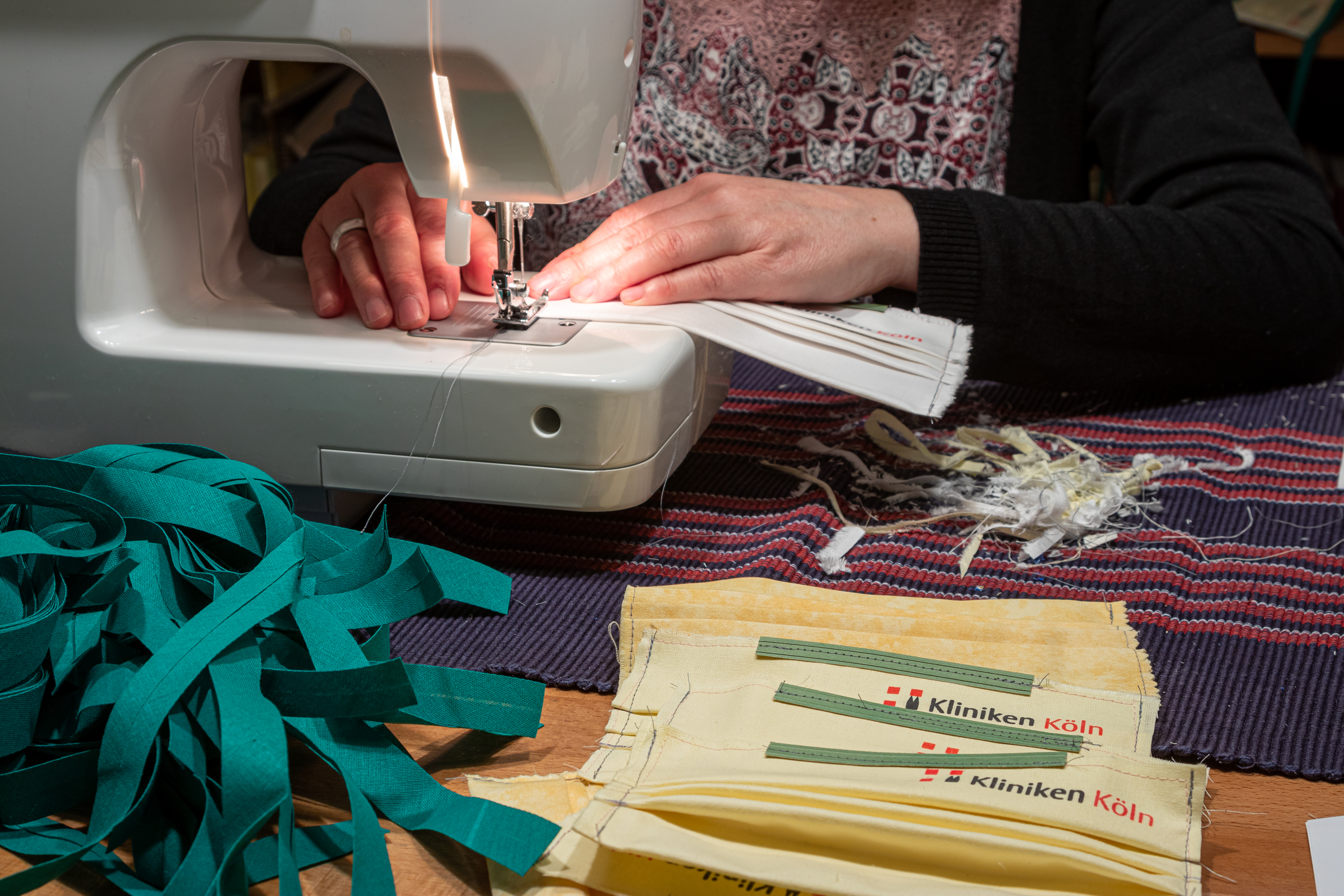
Maskenproduktion durch Freiwillige für die Kliniken der Stadt Köln (Anfang April 2020)

Vielerorts bildeten sich Initiativen, in denen Freiwillige für Kliniken, Pflegedienste oder die Feuerwehr behelfsmäßigen Mund-Nasen-Schutz nähten und dafür Material von diesen Einrichtungen, den Kommunen oder Unternehmen zur Verfügung gestellt bekamen. Mancherorts beteiligten sich auch „Nähcafés“ der Flüchtlingshilfe an derartigen Projekten.

### Öffentliche Einrichtungen
Am 1. April 2020 wurde in der Justizvollzugsanstalt Euskirchen der erste infizierte Gefangene verzeichnet.

### Unternehmen
Mehrere Unternehmen, u. a. Ernst & Young in Düsseldorf, entschieden, vorsorglich Mitarbeiter nach Hause ins Homeoffice zu schicken, nachdem sich ein Mitarbeiter mit dem Virus angesteckt hatte.

### Impfzentren

Vorbereitetes Impfzentrum Düsseldorf in der „Merkur Spiel-Arena“ (Dezember 2020)
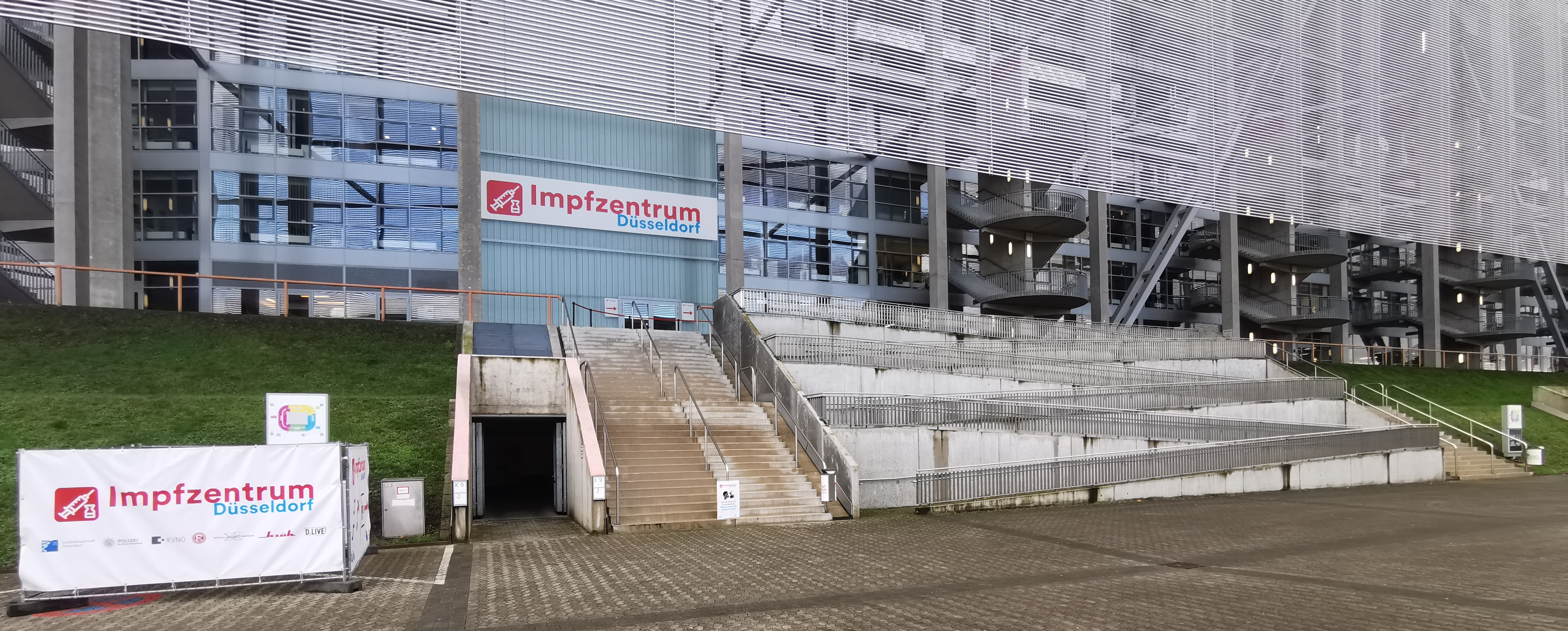
Eingangsbereich
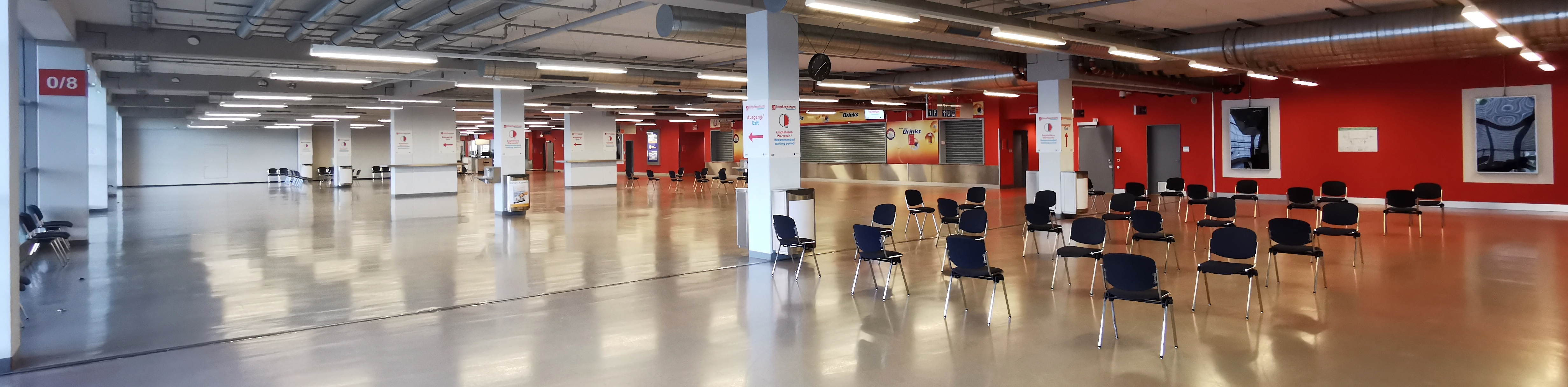
Ruhe- und Beobachtungsfläche

### Abgesagte Veranstaltungen
Die Großveranstaltung Hansetag der Neuzeit, welche vom 4. bis 7. Juni in Brilon vorgesehen war, wurde im März 2020 abgesagt. Ebenso wurden Die Finals – Rhein-Ruhr 2020 (6. bis 7. Juni) verschoben.